# Signum Laudis

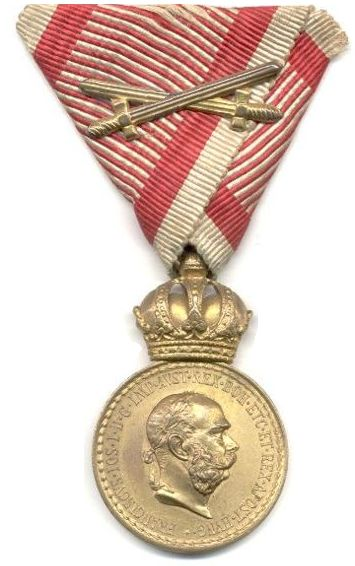
Signum Laudis cu săbii

Medalia de Merit Militar „Signum Laudis“ a fost o decorație destul de însemnată pentru ofițeri în Austro-Ungaria. A fost fondată de către împăratul Franz Joseph al Austriei în anul 1890. Conform inscripției de pe verso, premiul este numit în general „Signum Laudis” (tradus din limba latină: „Semnul de laudă”).

## Istoric

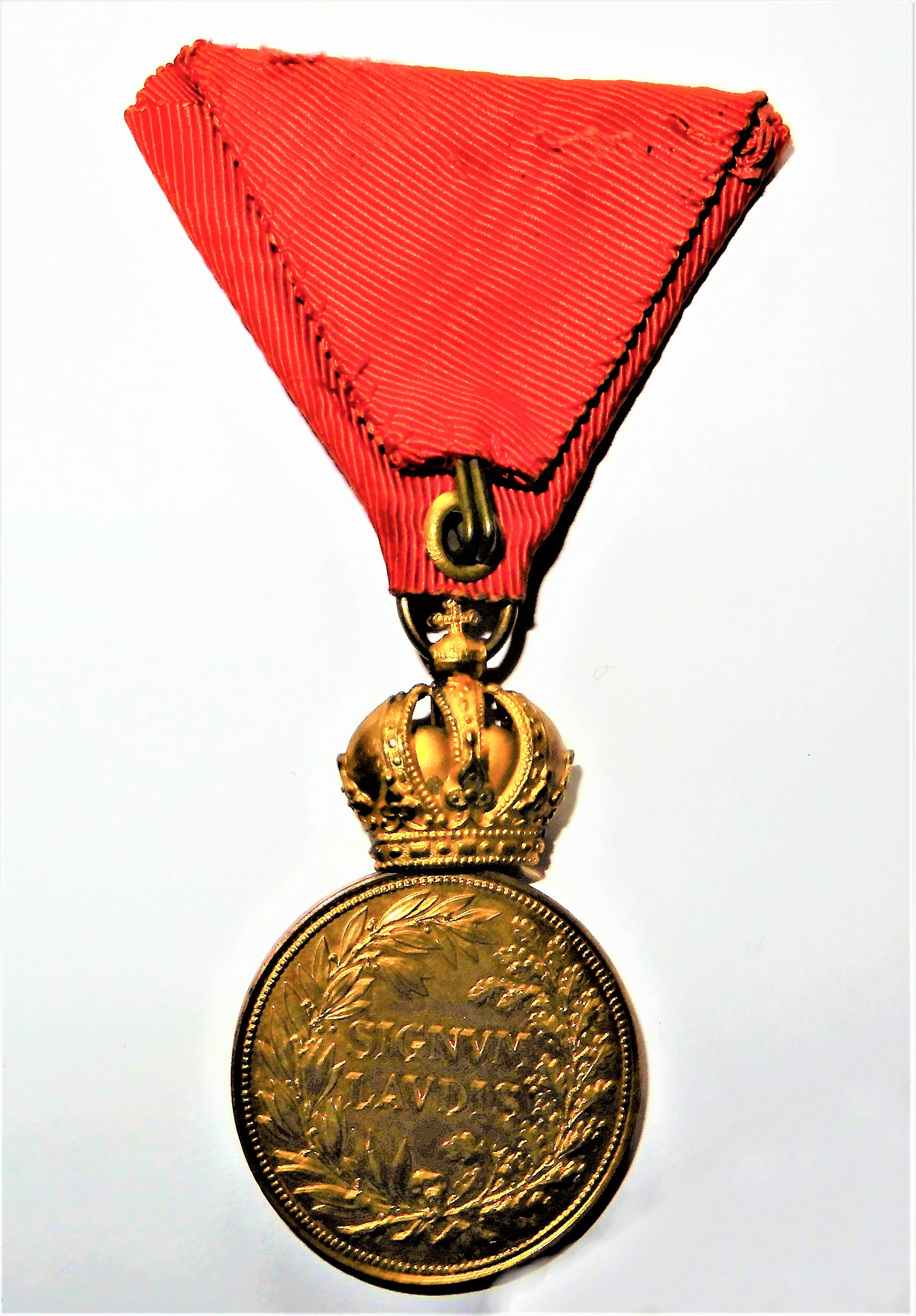
Signum Laudis pe verso, panglica roșie

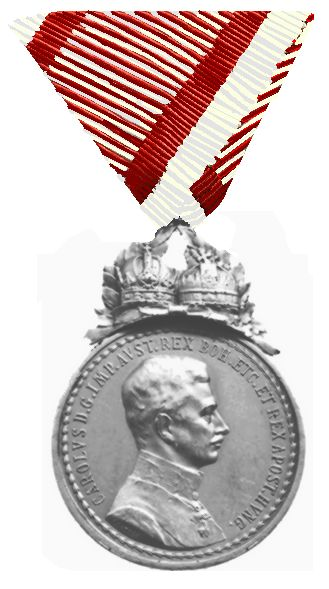
Signum Laudis în argint, 1917

La 12 martie 1890, Medalia de Merit Militar „Signum Laudis“ (inițial o clasă, constând din bronză aurită), a fost înființată de către monarhul Franz Joseph I drept premiu vizibil pentru ofițeri care au primit „recunoașterea cea mai admirabilă a împăratului” pentru realizări remarcabile în timp de război, dar și pentru executarea serviciului cu zel remarcabil în timp de pace, mereu împreună cu exprimarea „satisfacției celei mai înalte”. Acest simbol al onoarei a înlocuit fosta, doar scrisă, „cea mai înaltă recunoaștere de onoare” a suveranului. 
La 26 martie 1911 a fost introdus „Signum Laudis” în argint pentru „reînnoita recunoaștere lăudabilă supremă” a împăratului. În același timp, au fost adăugate panglici pe banda medaliei pentru mai multe decorații de același grad. Din cauza lipsei de metale prețioase, datorită razboiului, au fost produse și medalii de bronz respectiv metal de război argintate.
La 1 aprilie 1916, a fost creată „Marea Medalie Militară de Merit”, fiind puțin mai mare decât celelalte niveluri ale ordinului și făcută din aur. A fost acordată de către împărat ca semn de „recunoaștere specială și cea mai înaltă” doar la 30 de persoane (în majoritate generali). Ordinul a fost acordat până la 1 decembrie 1918.

## Descrierea ordinului
Însemnul ordinului este o medalie rotundă cu un diametru de 3 cm realizată din bronz aurit respectiv argint. Asupra medaliei este atașată o coroană imperială austriacă mobilă. Medalia arată pe partea din față profilul împăratului Franz Joseph I, înconjurată la margine de numele și titlurile domnitorului (din 1 aprilie 1917 cel a urmașului său Carol I al Austriei), iar pe verso inscripția „Signum Laudis”, încercuită de o coroană de laur (dreapta) și stejar (stânga). Marea Medalie militară de merit are un diametru de 3,8 cm, fiind încadrată pe ambele părți de o ghirlandă de laur. Din aprilie 1917 sunt plasate deasupra, acum fixate, coroanele Austriei precum Ungariei.

## Panglica ordinului
Medalia Militară de Merit a fost acordată în timp de pace pe panglica Crucii Meritului Civil, o panglică triunghiulară de mătase purpuriu-monocromă. În timpul războiului a fost acordată în culorile Crucii de Merit Militar, roșu și alb dungată. Persoanele care au participat direct la o luptă și care s-au distins prin „comportament curajos în fața inamicului” au primit panglica cu săbii încrucișate. 

## Felul de purtat și rangul ordinului
Signum Laudis a fost purtat la o panglică roșie (pace) respectiv dungată roșu și alb, cu sau fără săbii (război), pe pieptul stâng. El a fost pe locul șase dintre cele mai înalte distincții militare ale Imperiului Austro-Ungar.

## Panglica purtată pe uniformele militare

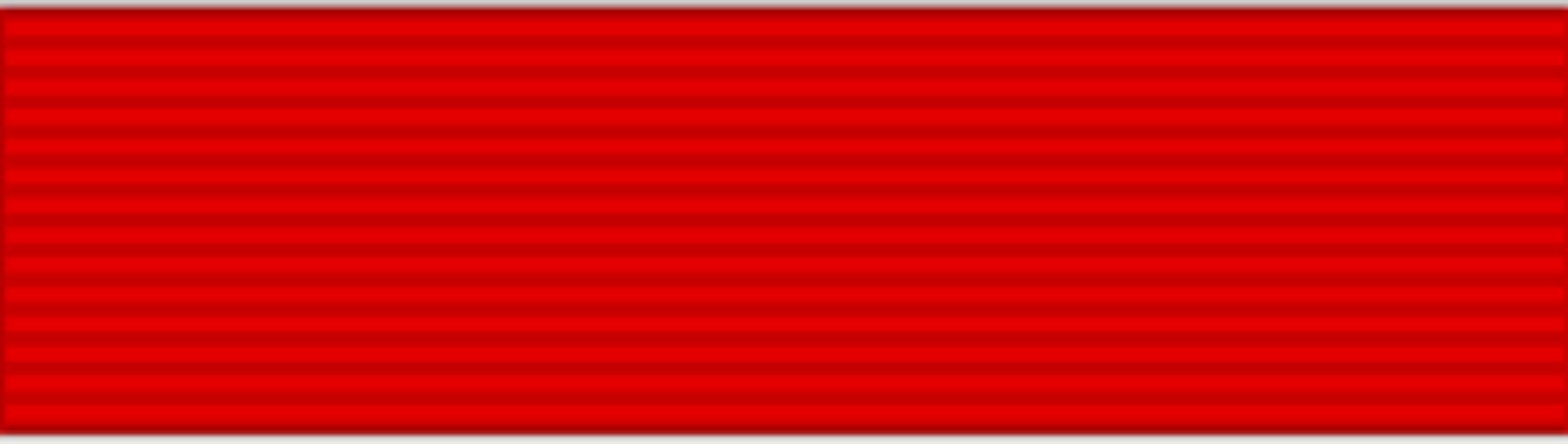
Signum Laudis pe timp de pace
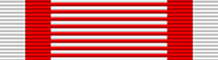
Signum Laudis pe timp de război
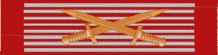
Signum Laudis cu săbii

## Purtători români ai ordinului (selecție)
Signum Laudis: 
- (1) La banda Crucii de Merit Militar
- (2) La banda roșie

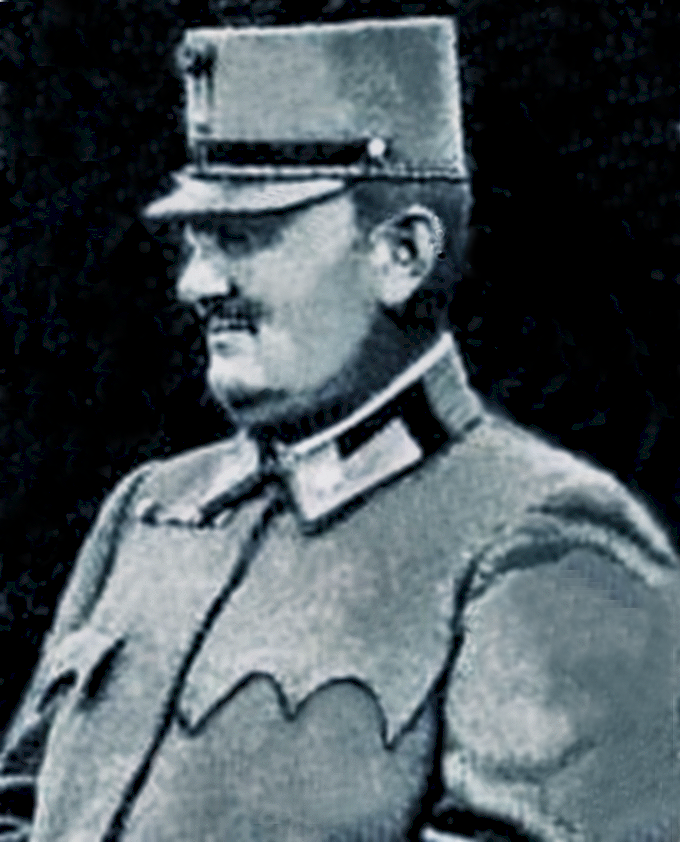
Gheorghe Domășnean, S. L. (1), în argint
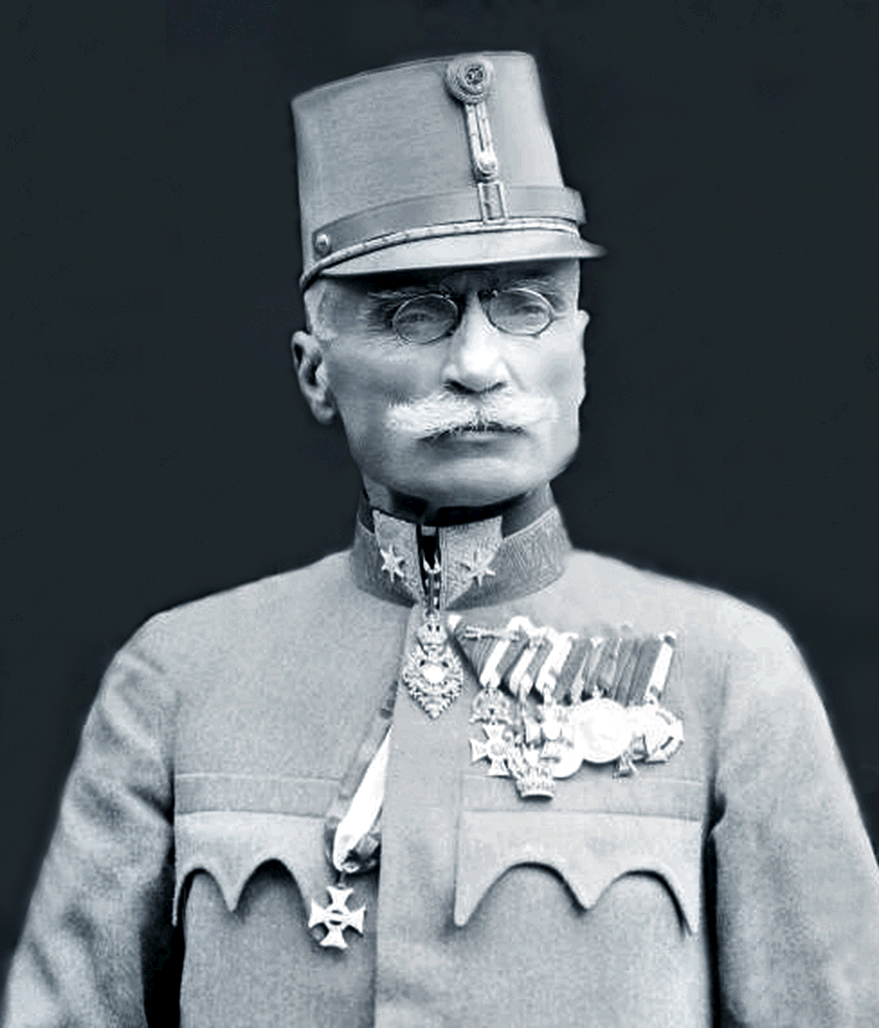
Ioan baron de Boeriu, S. L. (1)
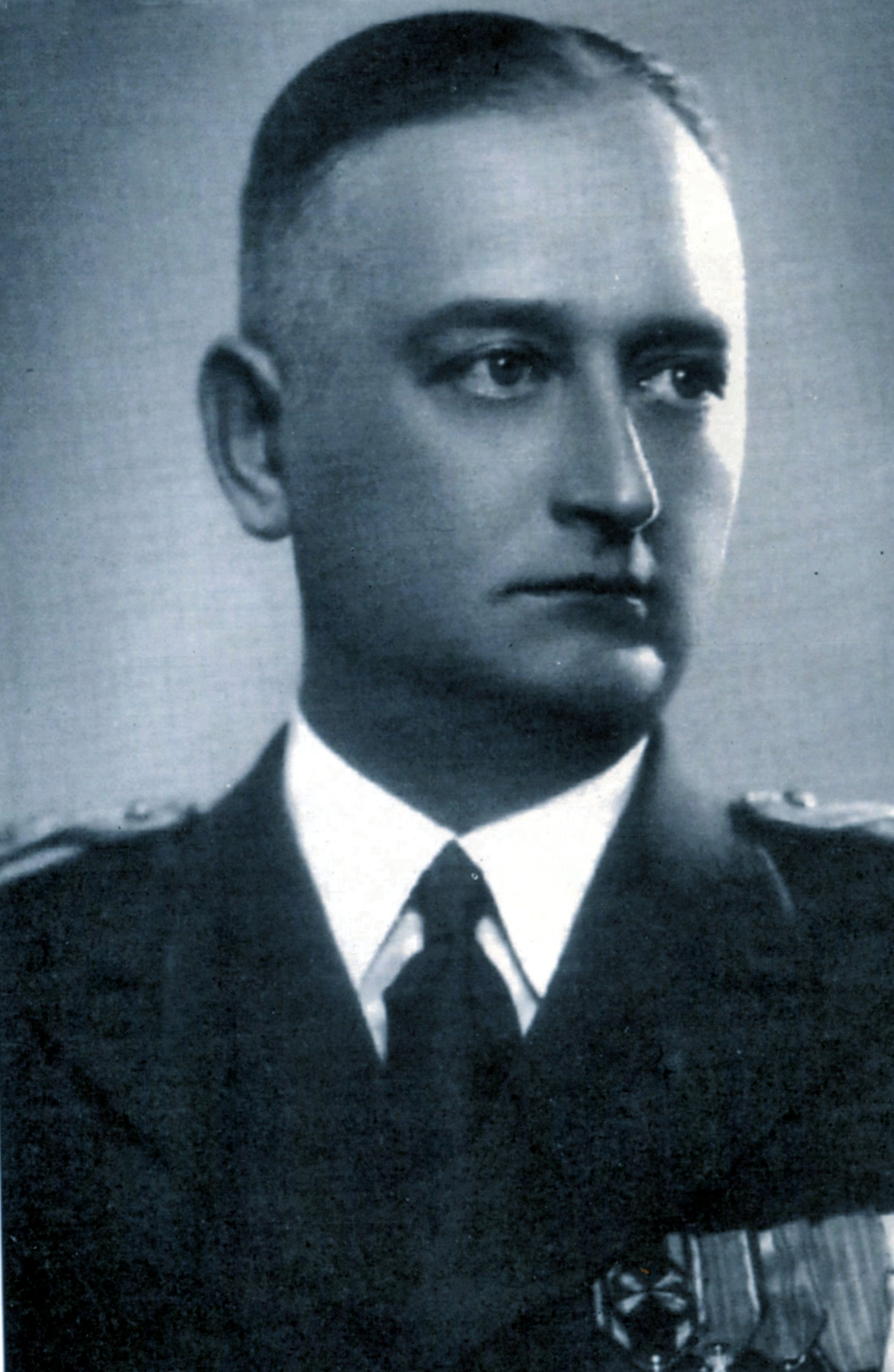
Gheorghe cavaler de Flondor, S. L. (1)
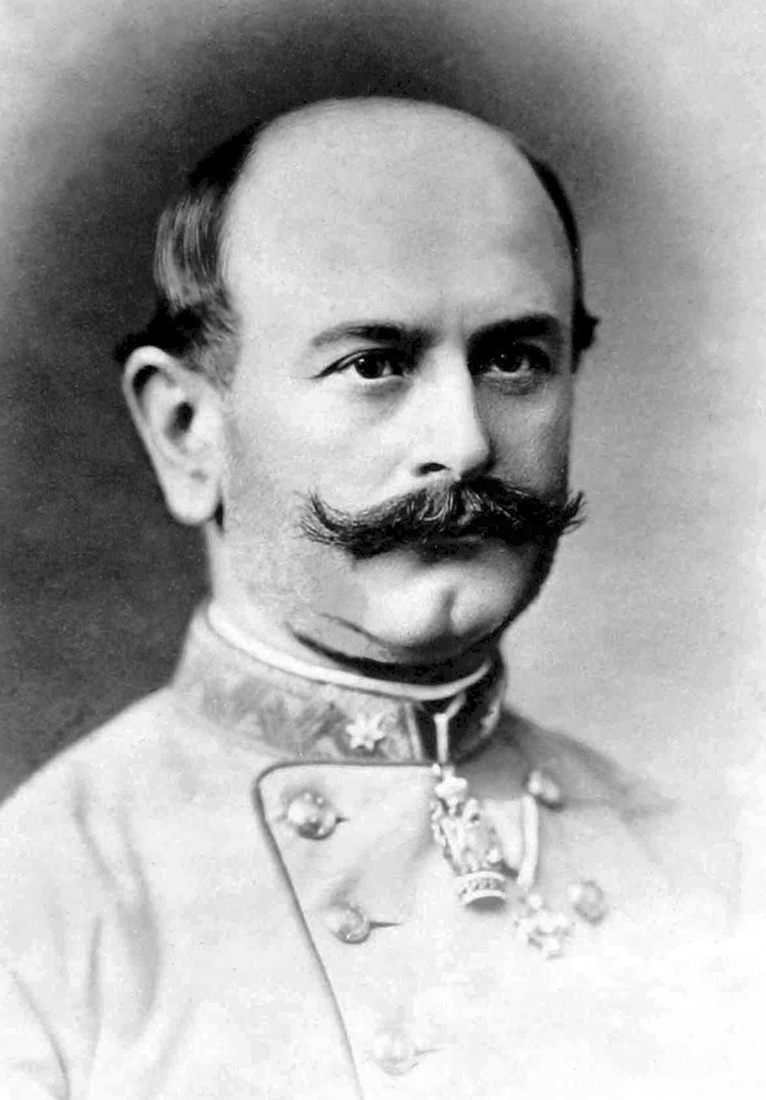
Leonida baron de Pop, S. L. (1)
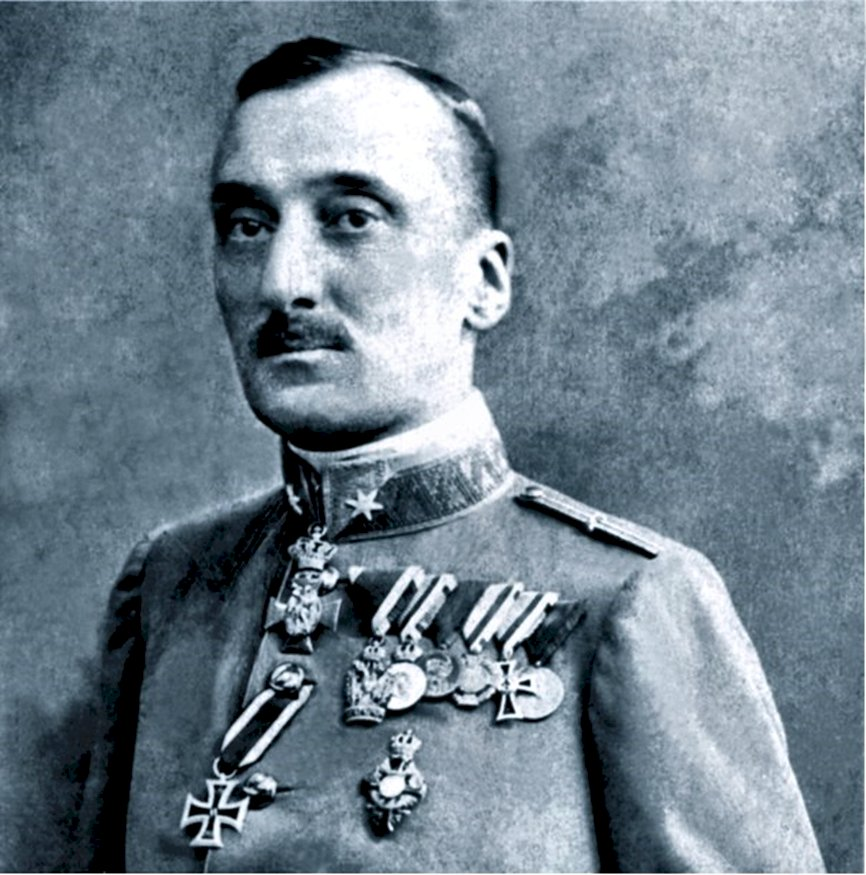
Alexandru conte Wassilko, S. L. (1)
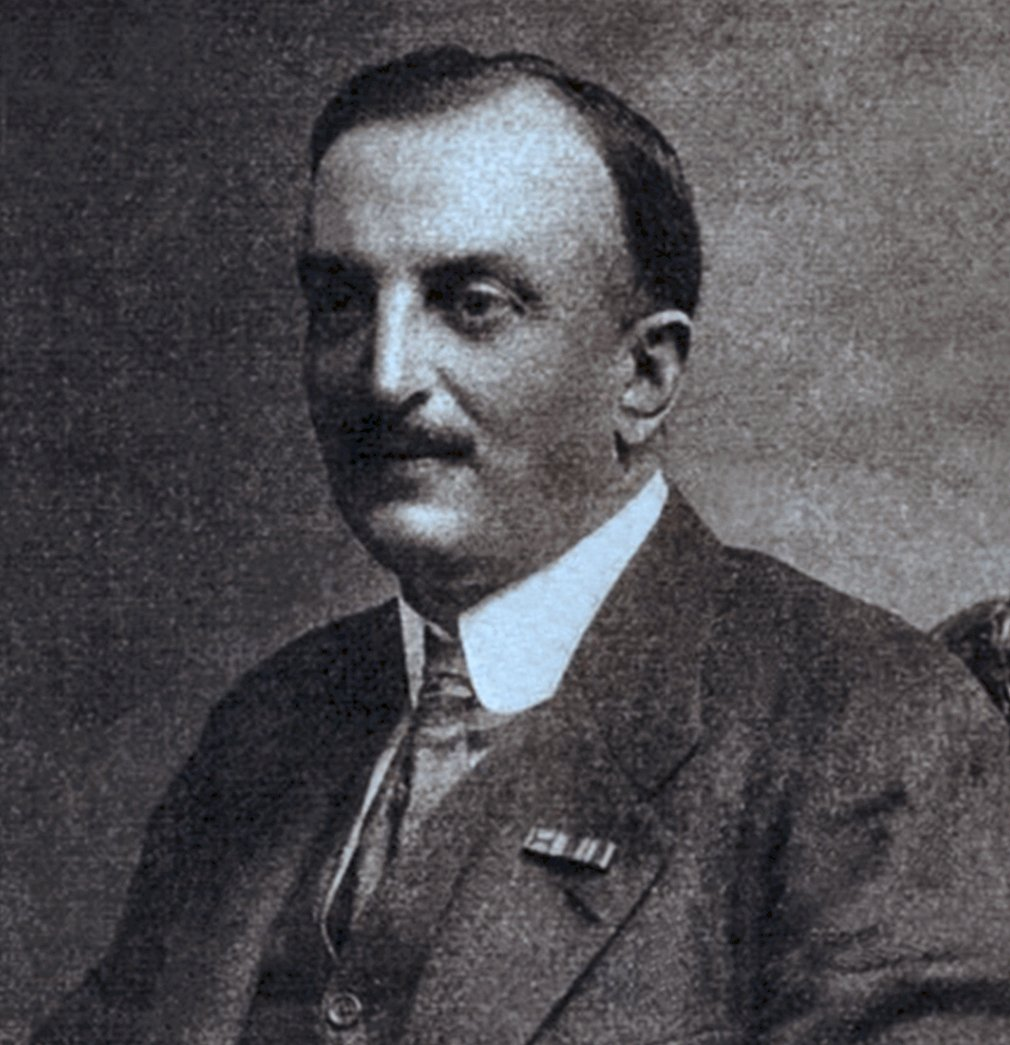
Ștefan conte Wassilko de Serecki S. L. (1)
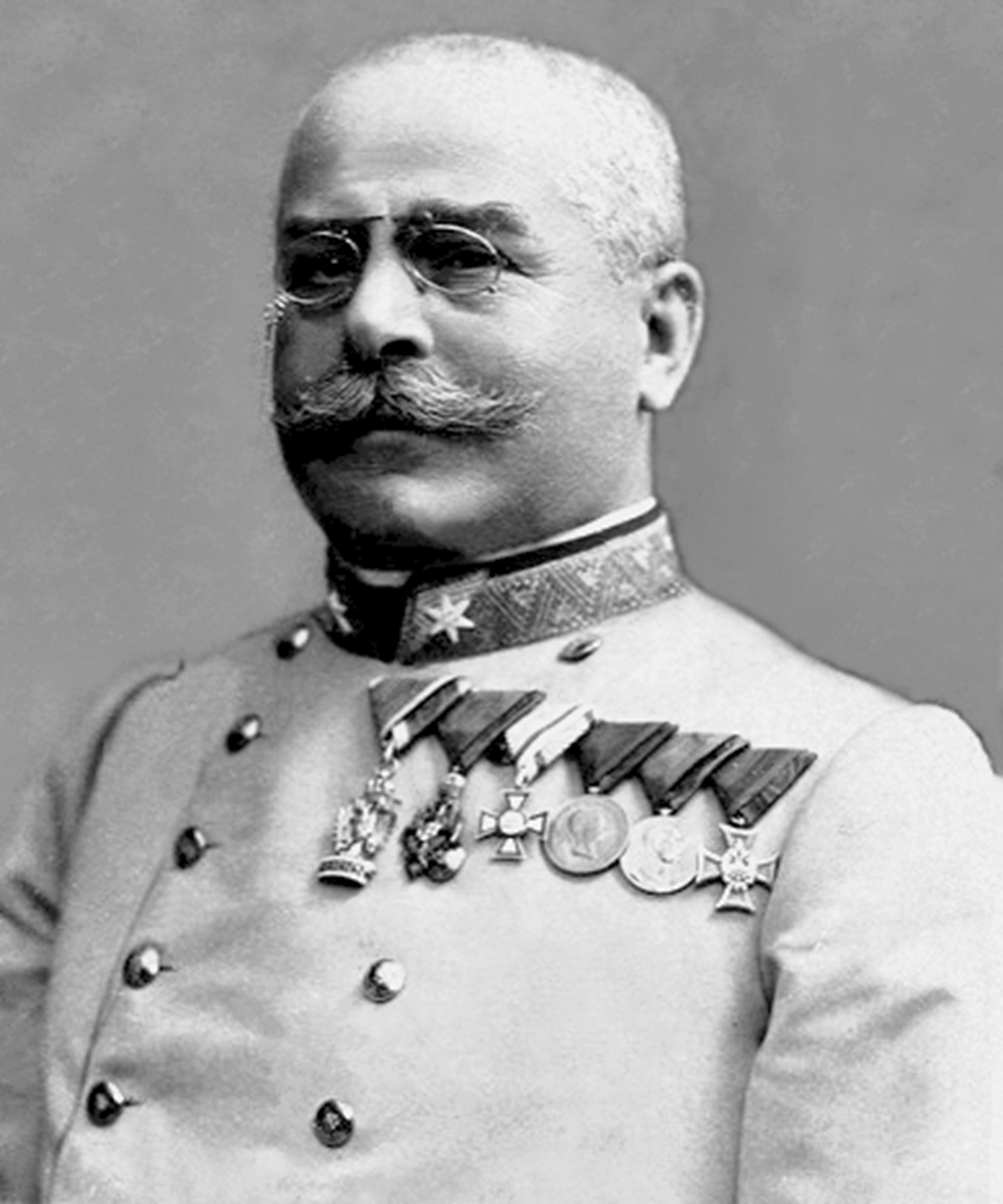
Nicolae Cena, S. L. (2)
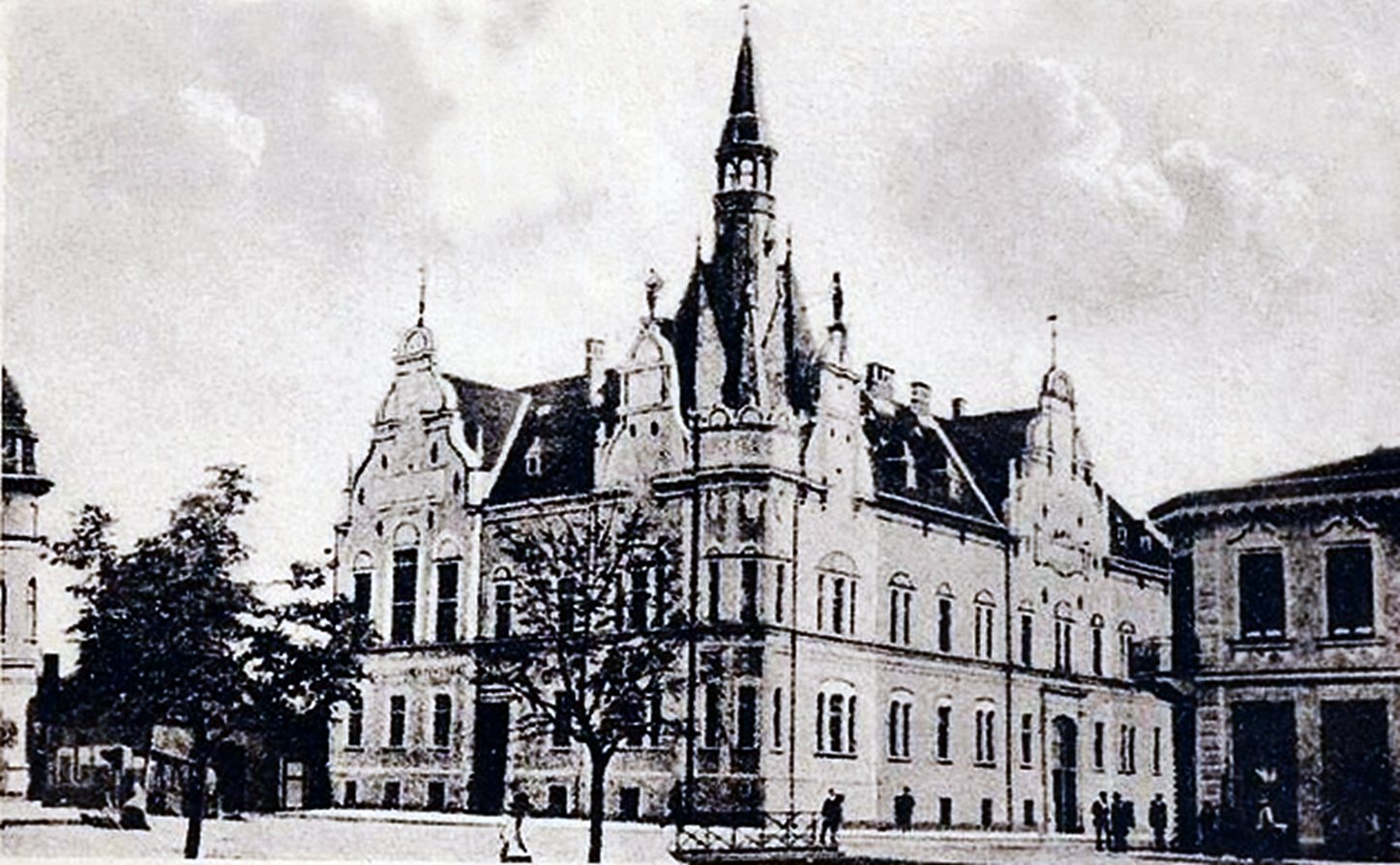
Nicolae cavaler Lugojanu de Caransebeș, S. L. (2)
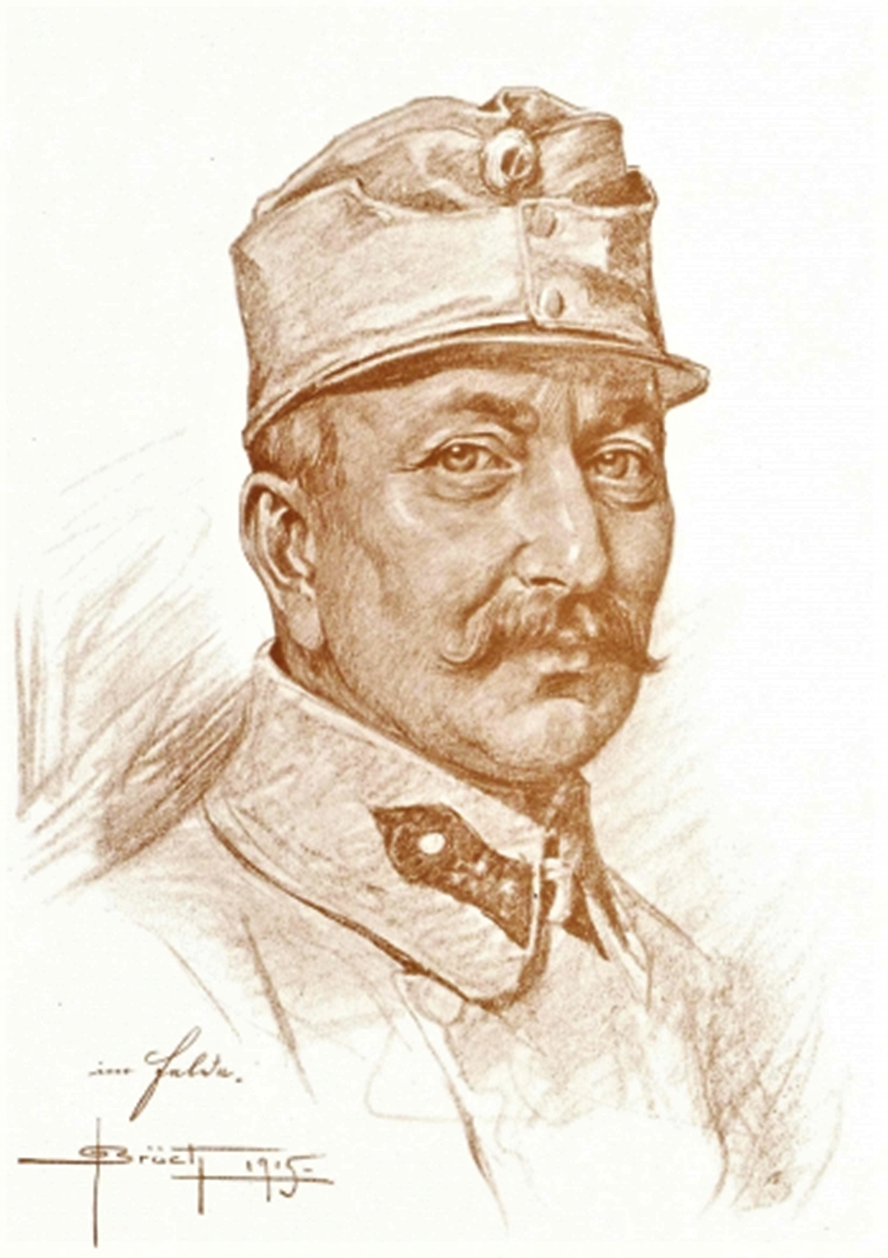
Dănilă Papp, S. L. (2)
Mihail de Șandru, S. L. (2)